# John Acton (1. baron Acton)
John Acton, właśc. John Emerich Edward Dalberg-Acton, 1. baron Acton (ur. 10 stycznia 1834 w Neapolu, zm. 19 czerwca 1902 w Tegernsee w Bawarii) – brytyjski historyk, filozof polityczny, polityk, działacz katolicki. Bardziej znany jako Lord Acton. 

## Życiorys
John Emernich Edwart Acton urodził się 10 stycznia 1834 roku w Neapolu. Był synem Ferdinanda Richarda, spadkobiercy baronetów z Shropshire w Wielkiej Brytanii. Jego matką była baronessa Maria Luisa Pellina de Dalberg. Po niej był spokrewniony z arystokracją niemiecką. Po śmierci męża ponownie wyszła za mąż za Granvilla, jednego z najwybitniejszych brytyjskich liberałów, późniejszego ministra spraw zagranicznych.
Początkowo edukacją Johna Emernicha zajmował się jego wuj, ksiądz Charles Januarius Acton. Od 1842 roku nad jego wykształceniem czuwał ksiądz Dupanloup, spowiednik i doradca jego matki, kierownik seminarium i szkoły dla chłopców St. Nicholas du Chardonnet w Gentilly na peryferiach Paryża. Poznał kulturę klasyczną i dzieła François Fénelona. Następnie, w latach 1843-1848, uczęszczał do St Mary's College w Oscott. Tam uczył się wielu języków i zainteresował się poezją. Po opuszczeniu szkoły w Oscott pragnął dostać się na Uniwersytet w Cambridge. Jednak trzy kolegia odmówiły przyjęcia go ze względu na jego wiarę. Był katolikiem, a warunkiem przyjęcia na tę uczelnię było podpisanie 39 artykułów Kościoła Anglikańskiego. W 1850 podjął naukę w Uniwersytet w Monachium pod okiem profesora Ignaza von Dollingera, znawcy dziejów Kościoła i teologa, kapelana na dworze króla Bawarii, Ludwika II. Nie ukończył jednak tych studiów. 
Między 1853 a 1857 rokiem odbył wiele podróży, m.in. do Stanów Zjednoczonych, Rosji i Rzymu. Zwłaszcza ostatnia podróż wpłynęła na jego sposób patrzenia na świat. Zobaczył jak różni się jego wyobrażenie o Stolicy Apostolskiej od rzeczywistości. Bardzo krytykował zasady działania Państwa Kościelnego. Zawiodła go zmiana postawy papieża Piusa IX, który wkraczał do Stolicy Piotrowej jako liberał, z czasem jego poglądy poszły w kierunku ultramontańskim.
Po powrocie do Wielkiej Brytanii w 1858 roku został współwłaścicielem pisma „The Rambler” wraz z Richardem Simpsonem. Dwumiesięcznik ten był otwarty na odważne teksty. Acton marzył o podniesieniu poziomu dyskusji o Kościele. W 1859 roku Acton publikuje „Polityczne rozważania o Kościele”, które stanowią jego credo. Tekst dotyczy m.in. miejsca i roli religii w życiu społecznym, relacji między państwem a Kościołem, znaczenia wolności i sumienia. W 1862 roku publikuje esej „O nacjonalizmie”. Uważał nacjonalizm za zagrożenie dla uniwersalistycznej misji Kościoła, ponieważ ustanawia on państwo narodowe jako instytucję domagającą się najwyższej czci.
W 1859 roku Acton rozpoczyna swoją działalność w parlamencie jako członek Izby Gmin. Pozostaje posłem do 1866 roku. Twierdził, że praca w parlamencie odciąga go od pracy intelektualnej i że nie ma zdolności do prowadzenia działalności politycznej. Rezygnuje z powodu oskarżeń o fałszerstwa wyborcze. W 1869 roku otrzymał od królowej Wiktorii tytuł pierwszego lorda Aldenham. Dawało mu to przywilej dożywotniego zasiadania w Izbie Lordów.
Od 1867 roku trwają przygotowania do soboru watykańskiego w celu ustanowienia dogmatu o nieomylności papieża. Sobór rozpoczął się w 1869 roku. Od samego początku Acton przebywał w Rzymie. Jego działalność polegała głównie na dostarczaniu argumentów biskupom niezdecydowanym albo przeciwnym dogmatowi. Regularnie pisał listy do Dollingera, które były podstawą artykułów w „Augsburger Allgemeine Zeitung” podpisane pseudonimem Quirinus. Ukazywały i krytykowały wszelkie utrudnienia, takie jak na przykład: narzucenie języka łacińskiego jako języka wszelkich obrad, a którym nie wszyscy duchowni posługiwali się biegle, zakaz większych zgromadzeń niż 20 biskupów itp. 18 lipca 1870 roku Pius IX ogłosił dogmat o nieomylności papieża. Lord Acton uznał to za swoją życiową porażkę. Od tego momentu wyraźnie widać zmianę w jego sposobie życia. Do tej pory był bardzo aktywny, dużo pisał, wiele publikował. Po soborze zaprzestaje tego typu działalności, oddaje się lekturze, często bywa w znanych londyńskich klubach.
W 1872 uniwersytet w Monachium przyznał mu honorowy doktorat. W 1877 Acton wygłasza w Instytucie Bridgnorth swoje dwa najsłynniejsze wykłady: „Historia wolności w starożytności” oraz „Historia wolności w chrześcijaństwie”. W 1888 roku uniwersytet w Cambridge nadał mu honorowy tytuł doktora prawa. W Oksfordzie otrzymał stopień doktora prawa cywilnego. W 1892 roku objął stanowisko Lord-in-Waiting przy królowej Wiktorii. W 1895 otrzymał funkcję The Regius Professor of Modern History w Cambridge. Jego stan zdrowia był coraz gorszy. Podczas pobytu w Bawarii, mimo zakazu lekarza, tuż przed śmiercią, wstał z łóżka i na kolanach przyjął komunie święta. Zmarł 19 czerwca 1902 roku z powodu wylewu krwi do mózgu.

## Filozofia

### Wolność i sumienie
Wolność oraz sumienie stanowią dwa fundamentalne pojęcia myśli Lorda Actona. Wolność jest w każdym z nas, a jej źródłem jest sumienie, bo w pełni wolni jesteśmy tylko panując nad naszymi popędami, instynktami. Do jej zaistnienia muszą zostać spełnione pewne warunki. Wolność jest „owocem cywilizacji”, co oznacza, że rozwijać się może tylko w dobrze urządzonym państwie, dojrzałym społeczeństwie. Sprzyjają jej różne idee, jak na przykład koncepcja prawa naturalnego, konieczności ograniczenia władzy, federalizm i podział władz. Lord Acton przez bycie wolnym rozumiał też czynienie tego co uważamy za swój obowiązek, a to co jest naszym obowiązkiem podpowiada nam sumienie. W ten sposób dodany został pierwiastek duchowy pochodzący z idei chrześcijańskiej. Sumienie jest wewnętrznym głosem, który pozwala nam na uwolnienie się od złych wpływów, ludzi, standardów. Jest środkiem uwalniającym człowieka od grzechu.
Zdaniem Actona sumienie jest specyficznym darem, który trzeba rozwijać. Jeśli odpowiednio o niego zadbamy może stać się niesamowitym drogowskazem, który pomoże nam wybierać dobro. Musimy mu pomóc się formować, dokładać wszelkich starań aby je wzmocnić, poddawać procesowi wychowania. Prowadzi to do dojrzałości, do stanu w którym sprawujemy kontrolę nad własnym życiem.
Państwo musi mieć taki kształt, aby nie niszczyło ludzkiego sumienia, a pomagało mu się rozwijać. Wraz z dojrzewaniem sumień zmienia się rola państwa. Ludzkość boryka się z problemem ustalenia relacji między potrzebą istnienia autorytetów a indywidualną wolnością człowieka. Potrzebny jest pośrednik, którym miał być Kościół, który utrzymuje w harmonii sprzeczne wymagania stawiane przez autorytety a także własne przekonania. Dodatkowo to wolność wyznania stanowi pierwszą zasadę społeczeństwa obywatelskiego. Jeśli w państwie istnieje wolność wyznania to duże prawdopodobieństwo, że istnieją też inne wolności.
Lord Acton uważał, że monarchia konstytucyjna jest najlepszą formą ustroju, ponieważ uwrażliwia na indywidualne poczucie odpowiedzialności. Państwo nie powinno przeszkadzać ludziom w rozwoju swojego sumienia. Musi ono osiągnąć dojrzałość, która jest harmonią między naszymi myślami i czynami. Osiągnięcie tej dojrzałości nie jest proste. Często musimy wybierać między sumieniem a tradycją, otoczeniem, oczekiwaniami wobec nas. Jednak tylko posłuszeństwo wobec sumienia prowadzi do rozwoju, a jego oszukiwanie zmniejsza jego wrażliwość. Sumienie to płomyk, a im on jest mniejszy tym mniejszy jest kontakt z Bogiem, tym mniej jesteśmy ludźmi.

## Rozwój idei wolności
Lord Acton, uznając wolność za jedno z najważniejszych pojęć, prześledził jego historię jako dzieje zmagań pomiędzy wolnością, a władzą. Początki wolności cywilnej Acton odnajduje u starożytnych Żydów (podstawy tradycji narodowej, koncepcja Boskiego pochodzenia prawa ograniczającego władzę, a także koncepcja stopniowych zmian ustrojowych). Rozwój wolności osobistej nastąpił w starożytnej Grecji i republikańskim Rzymie. Jednak forma państwa związana była z niewolnictwem i dlatego miała charakter absolutystyczny. Chrześcijaństwo miało wytyczyć odmienne obszary władzy świeckiej i duchownej. W sporze tych władz, a także powstanie społeczeństw stanowych pozwolił na wzrost swobót obywatelskich, niezależnych od władzy instytucji i ograniczenia władzy. Dzieło Machiavellego rozdzieliło porządek moralny życia prywatnego od życia publicznego, co utorowało drogę do rozwoju koncepcjom absolutystycznym, co zatrzymało to rozwój konstytucjonalizmu. Dopiero przedstawiciele szkoły prawa naturalnego wypracowali nową koncepcje podziału i ograniczenia władzy, dając podstawy wolności cywilnej i religijnej. Ciała pośredniczące spełniały rolę niezależnych centrów władzy. Mogły one wzmacniać mechanizm wzajemnego hamowania i ograniczania władz. Szeroko znane jest też stwierdzenie Actona: "Władza korumpuje, a władza absolutna korumpuje absolutnie" (ang. power tends to corrupt and absolute power corrupts absolutely).

## Dzieła
- The War of 1870, 1871
- A Lecture on the Study of History, 1895
- Historical Essays and Studies, 1907
- The History of Freedom, and Other Essays, 1907
- Lectures on the French Revolution, 1910